# 福井工業高等専門学校
福井工業高等専門学校（ふくいこうぎょうこうとうせんもんがっこう、英: National Institute of Technology, Fukui College、NIT-Fukui）は、福井県鯖江市下司町にある国立の高等専門学校。略称は「福井高専」。Fレックス参加校。

## 沿革
- 1965年（昭和40年） - 国立高専4期校として開校（機械工学科、電気工学科、工業化学科）。
- 1970年（昭和45年） - 土木工学科設置。
- 1988年（昭和63年） - 電子情報工学科設置。
- 1993年（平成5年） - 土木工学科を環境都市工学科に改組。
- 1995年（平成7年） - 工業化学科を物質工学科に改組。
- 1998年（平成10年） - 専攻科設置（生産システム工学専攻、環境システム工学専攻の2専攻）。
- 2004年（平成16年） - 立行政法人化により、独立行政法人国立高等専門学校機構が設置する高等専門学校となる。
- 2005年（平成17年）
  - - 電気工学科を電気電子工学科に改称。
  - - 「環境生産システム工学」教育プログラムが、福井県下で初の日本技術者教育認定機構 (JABEE) 認定を受ける。

## 事件
- 2018年（平成30年）6月11日夜に「敷地内に危険物を仕掛けた」とする旨のメールが届いた。その後、警察による学校敷地内の不審物の捜索が実施された。その影響で学校側は12日の学生の登校を禁止し、休校となった[1]。

## 設置学科

### 本科（準学士課程）
- 機械工学科
- 電気電子工学科
- 電子情報工学科
- 物質工学科
- 環境都市工学科

### 専攻科（学士課程）
- 生産システム工学専攻
- 環境システム工学専攻

## 教育プログラム「環境生産システム工学」
本教育プログラムが目指すエンジニア像地球的視点の倫理観を持ち、「ものづくり」と「環境づくり」に関する能力と、多様な「システム」を理解し、創造的に「デザイン」する能力を身につけた、国際社会で活躍する実践的技術者。

## ラジオ番組
地元コミュニティFM局たんなん夢レディオでは、福井高専の提供で『高専ライブ』という広報番組を放送している。制作は、主に福井高専の放送メディア研究会（同好会）によりなされており、出演は福井高専の教員や学生が中心である。
また、公式に福井高専が関与していたわけではないが、『青春☆ジョイコミ』という番組の制作および出演に福井高専生が参加していた時期があった。

## その他
日本テレビ『全国高等学校クイズ選手権』には、第27回（2007年）と第29回（2009年）、第30回（2010年）、第31回（2011年）、第32回（2012年）で全国大会に出場している。

## 対外関係

### 他大学との協定

#### 国内大学
- 放送大学学園と単位互換協定を結んでおり、放送大学で取得した単位を卒業に要する単位として認定することができる[2]

## 著名な卒業生
- 林家鉄平（落語協会真打、本名：山下恵三）
- シベリア文太（吉本所属芸人）
- 斉藤秀夫（秀丸エディタ作者）
- 田辺一雄（経営者、芸人、タレント、YouTuber）
- ザ・ルーズドッグス（バンド）
- 藤田佳代（福井エフエム放送アナウンサー）
- 福野泰介（IchigoJam開発者、実業家）

## 著名な教職員
- 木村毅一（実験原子核物理学者、本校校長。京都大学名誉教授。専門は、原子核物理学）
- 手嶋泰伸（歴史学者、本校一般科目教室教授。龍谷大学文学部講師。専門は、日本近代史）
- 田辺一雄（経営者、芸人、タレント、YouTuber、本校非常勤講師）